# 義興縣 (遼州)
義興縣，唐代設置的縣。
武德三年（620年），置義興縣，屬遼州。縣治在今山西省和順縣西十五里儀村。武德六年撤銷。